# Kumla

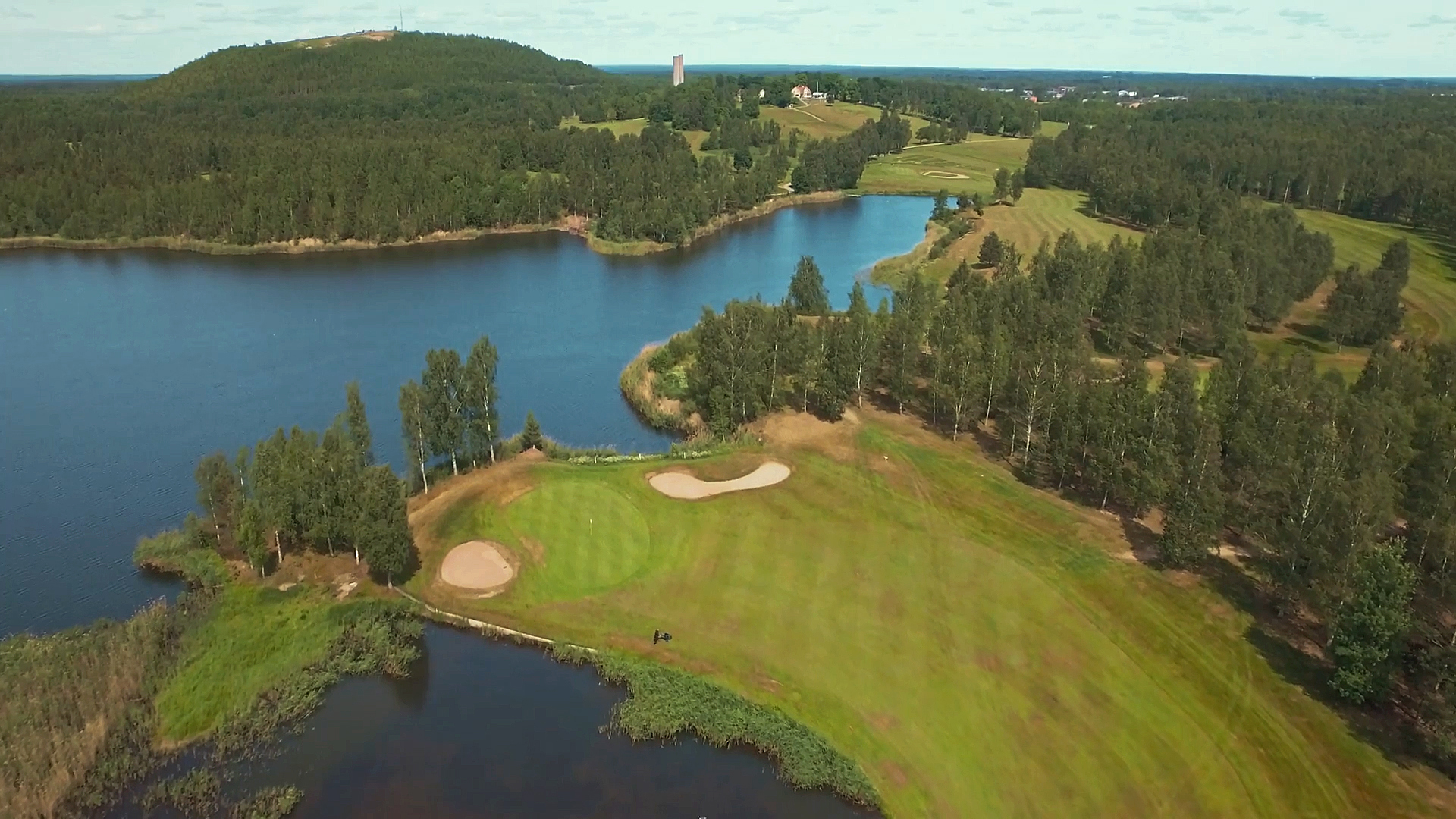
Kvarntorps friluftsområde kumla

För andra betydelser, se Kumla (olika betydelser).
Kumla är en tätort (stad) i Närke och centralort i Kumla kommun i Örebro län. Kumla ligger 4 km från den yttre stadsdelen Mosås i Örebro tätort. 
I orten finns fängelset Kumlaanstalten, Sveriges största anstalt där många av landets långtidsdömda avtjänar sina straff.

## Historia

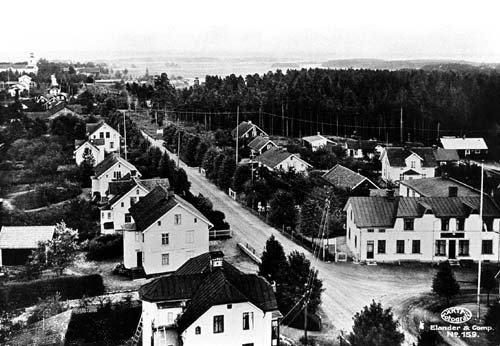
Kumla år 1920

Kumla är en gammal kulturbygd och har sitt namn efter kyrkbyn i Kumla socken med anrik kyrka. Den bör ha fått sitt namn efter Kumla högar, ett järnåldersgravfält söder om kyrkan. Under 1620-talet blev byn en kort tid föremål för pilgrimsfärder på grund av Margaretas i Kumla visioner. 
Dagens ort växte dock fram som stationssamhälle i slutet av 1800-talet vid den 1862 uppförda stationsbyggnaden vid järnvägen mellan Örebro och Hallsberg. Här fanns då huvudsakligen träskmarker på gränsen mellan byarna Kumla, Södra Mos och Fylsta. Ett stort flyttblock, kallat "Barnbrännarestenen" som fram till 1942 låg kvar vid Norrmalmsgatan, utgjorde gränsmarkering mellan byarna. Då det uppfördes låg stationshuset ensligt i skogen långt från Kumla by. Enligt uppgifter var en snickare Moreus den förste som uppförde ett enskilt hus vid stationen. Hans stuga fanns kvar till 1925, vid korsningen Stenevägen-Kvarngatan, då den revs för att lämna plats för ett affärshus. Andra huset i Kumla förutom järnvägsstationen kom dock att bli P. J. Ekstams affär. Den kom senare att inrymma Strömzéns garnaffär och Kumla modemagasin. Efter Ekstams tillkom tre andra lanthandlare, Forsselius & Bergöös affär, Hagendals affär och C. G. Ekmans affär.
"I Kumla bor det mer skomakare än folk", är ett gammalt talesätt i Närke. Kumlingen Anders Andersson har kallas ”partiskomakeriets fader”. Till höstmarknaden 1839 tillverkade han fem par näverbottnade skor. Noggrannare studier visar dock att Anders Andersson inte var först. Redan på 1820-talet förekom partiskomakeri i Närke. Kumla socken kom dock att bli centrum för det tidiga partiskomakeriet i Närke. 1850 fanns 35 partiskomakare i Kumla socken, 1872 hade de stigit till 450 och år 1900 var de 1 070 personer. År 1905 fanns 1 240 partiskomakare, samt 57 skofabriksarbetare, vilka markerade intåget av den nya tiden.
År 1927 låg halva landets skotillverkning i Närke, med den största koncentrationen i Kumla och Örebro.
På 1880-talet började handskomakeriet att koncentreras till området kring Kumla station. Redan på 1870-talet fick dock Kumla sin huvudgata, Hagendalsvägen, genom att en spannmålshandlare Hagendal lät bygga vägen för att bönder i norra och nordvästra delen av socknen inte skulle behöva passera konkurrenten Fosselius & Bergöö då de skulle sälja sin spannmål. Då fanns ingen bebyggelse vid vägen. Den förste att uppföra ett hus vid vägen var en smed Öhlin, på samma plats där Oskar Lithell senare byggde sitt affärshus. En plankarta över samhället upprättades 1884 och 1885 antogs en brandstadga.
C. G. Ström i Fylsta, Kumla socken var den förste att 1899 övergå från partiskomakeri till skofabrik. 1903 övergick även A. G. Andersson vid Kumla station till fabrikstillverkning av skor. Kumla skofabrik startades 1909 av Carl Nilsson. 1910 startade Adolf Eriksson en skofabrik i Kumla, vilken 1914 överläts på bröderna August och Axel Lundholm som startade AB Lundholms skomanufaktur. 1913 uppförde C A Jonsson sin fabrik vid stationen. 1919 uppförde Jonsson & Kjellin sin skofabrik. 1923 tillkom Olsson & Roséns skofabrik och 1932 tillkom Konrad Andersson AB:s skofabrik. I början av 1900-talet uppfördes även Skofabriken Sture av AB Johansson & Björklund i Örebro, men fabriken förstördes 1932 av en förödande brand.
1 januari 1900 upphörde Kumla att vara stationssamhälle och 28 mars samma år hölls första municipalstämman. 1901 fastställdes en hälsovårdsstadga och 1910 förrättades första gången municipalfullmäktigeval. 1906 inrättades ett postkontor i Kumla; tidigare hade järnvägsstationen fungerat som sådan; och 1910 uppfördes en saluhall. Redan 1896 anordnades på privat initiativ elektrisk belysning i Kumla i grosshandlare F. A. Carlssons villa. Det dröjde dock till 1908 innan allmän elektricitet anordnades i samhället. 1914-1915 byggdes Kumlas vattenledningsverk upp.
Orten har ett lokalhelgon, den helige Torgils i Kumla.

### Administrativa tillhörigheter
Kumla var och är kyrkby i Kumla socken och tillhörde efter kommunreformen 1862 Kumla landskommun. 23 maj 1884 inrättades i landskommunen Kumla municipalsamhälle. 1942 utbröts municipalsamhället med kringområde ur landskommunen och bildade Kumla stad. Stadskommunen utökades 1967 med resterande delar av Kumla socken/landskommun och uppgick 1971 i Kumla kommun där orten sedan dess är centralort i kommunen.
I kyrkligt hänseende har Kumla alltid hört till Kumla församling.
Orten ingick till 1906 i Kumla tingslag, därefter till 1927 i Kumla, Grimstens och Hardemo tingslag, sedan till 1948 i Hallsbergs tingslag och slutligen till 1971 i Västernärkes domsagas tingslag. Från 1971 till 2001 ingick Kumla i Hallsbergs domsaga för att från 2001 ingå i Örebro domsaga.

### Befolkningsutveckling
| Befolkningsutvecklingen i Kumla 1900–2020                                                                                                   | Befolkningsutvecklingen i Kumla 1900–2020 | Befolkningsutvecklingen i Kumla 1900–2020 | Befolkningsutvecklingen i Kumla 1900–2020 | Befolkningsutvecklingen i Kumla 1900–2020 |
| --- | ----------------------------------------- | ----------------------------------------- | ----------------------------------------- | ----------------------------------------- |
| |                                           |                                           |                                           |                                           |
| År |                                           |                                           | Folkmängd                                 | Areal (ha)                                |
| 1900 | 1900                                      |                                           | 664                                       | †                                         |
| 1960 | 1960                                      |                                           | 9 944                                     |                                           |
| 1965 | 1965                                      |                                           | 10 263                                    |                                           |
| 1970 | 1970                                      |                                           | 10 734                                    |                                           |
| 1975 | 1975                                      |                                           | 11 451                                    |                                           |
| 1980 | 1980                                      |                                           | 11 596                                    |                                           |
| 1990 | 1990                                      |                                           | 12 186                                    | 703                                       |
| 1995 | 1995                                      |                                           | 12 604                                    | 712                                       |
| 2000 | 2000                                      |                                           | 12 592                                    | 715                                       |
| 2005 | 2005                                      |                                           | 13 033                                    | 721                                       |
| 2010 | 2010                                      |                                           | 14 062                                    | 779                                       |
| 2015 | 2015                                      |                                           | 16 663                                    | 1 121                                     |
| 2020 | 2020                                      |                                           | 17 264                                    | 1 144                                     |
| Anm.: 2015 sammanvuxen med tätorten Hällabrottet och småorten Del av Ekeby och del av Hagaby. † Befolkning runt ett municipalsamhälle 1900. |                                           |                                           |                                           |                                           |

## Samhället

### Delområden
I norra Kumla finns mycket ny bebyggelse i de områden som heter Smedstorp och Skogstorp. Kumla fortsätter att växa i dessa områden. 
I nordvästra delen av Kumla ligger anrika Hagaområdet som byggdes upp samt fortsatte att expandera under hela första halvan av 1900-talet och består nästan uteslutande av villakvarter.
I västra delen av tätorten ligger Fylsta, där finns bland annat vårdcentralen Fylstavårdcentral samt Fylstakyrkan.
I sydvästra delen av tätorten finns industriområdet (norra) Via, där det går ett industrispår för godstågstrafik.
Mellan strax söder om centrum finns Malmen. Här finns bland annat Malmens skola samt Kumla Kyrka. 
I södra Kumla ligger Kumlaby. I Kumlaby finns bland annat Kumlaby skola samt Kumlaby sportfält.

## Kommunikationer
Kumla station har järnvägsförbindelser med Hallsberg i söder och Örebro i norr. Från Kumla utgår även Kumla - Yxhults Järnväg.

## Näringsliv
Idag finns skotillverkaren Arbesko kvar i Kumla. Bland dagens industrier finns Orkla Foods Sverige som tillverkar sylt och saft under varumärket BOB och Ericsson som tillverkar mobilkommunikationssystem.
I februari 2011 antog kommunstyrelsen översiktsplanen "Kumla 25 000". Det var då även namnet kommunens strategiska som syftade på 25 000 invånare 2025.

### Handel
Längs med Köpmangatan och runt Kumla torg öster om järnvägen i centrala Kumla finns ett stråk med restauranger och butiker. Enligt SCB:s avgränsning av handelsområden för år 2015 fanns där ett handelsområde med koden H1881001 och 12 arbetsställen med runt 150 anställda. Här finns bland annat en centralt belägen Ica Maxi. Den var en Ica Kvantum fram till november 2005 när den byggdes ut.
En lokal konsumentförening för Kumla var aktiv 1908–1911, varefter den lade ner. Istället etablerade sig Konsumtionsföreningen Örebro i staden 1918 och blev långvarig där. Genom åren fick orten ett flertal Konsumbutiker, men när Domus etablerades vid Köpmangatan i slutet på 1960-talet drogs alla Konsumbutiker utom två in. Domus blev senare Konsum Marknad och mot slutet Coop Konsum. I maj 2003 lades Coop Konsum ner efter flera års förluster, varefter Kumla inte haft någon butik i Coop-kedjan.
Den 30 oktober 2003 öppnade Lidl vid rondellen Vägtorget i stadens norra del. I september 2021 meddelades det att även Willys skulle bygga en butik vid Vägtorget, med planerad öppning 2023. Willysbutiken öppnade den 2 oktober 2023. 

### Bankväsende
Kumla sparbank grundades 1844 och var en fristående sparbank fram till 1977 när den uppgick i Örebro läns sparbank, senare en del av Swedbank.
Örebro enskilda bank öppnade ett kontor i Kumla den 16 september 1897. Senare öppnade även Mälareprovinsernas bank ett kontor i Kumla. Dessa uppgick sedermera i Skandinaviska banken respektive Handelsbanken.
I december 2016 stängde SEB sitt kontor. År 2018 lade även Nordea ner sitt kontor. Därefter fanns Swedbank och Handelsbanken kvar på orten.

## Media
Ortens litenhet och närheten till Örebro har gjort att Kumla i stort sett saknat egna tidningar och massmedia. Kumlatidningen utgavs dagligen 1941-1955. Kumla julblad utgavs 1930-1979 på initiativ av ett lokalt tryckeri. Kumla Närradio på 94,3 MHz startade försöksverksamhet 1979 som nummer 2 i Sverige. Webbplatsen Kumlanytt startade i april 2007 och har som en del av föreningen Kanal Regional utvecklats till en viktig nyhetsförmedlare för orten. Föreningen ger även ut gratistidningen Sydnärkenytt som når alla hushåll i Kumla cirka sex gånger om året.

## Idrott
Fotbollslaget IFK Kumla spelar i division 3 liksom från säsongen 2015 även Yxhults IK,  ishockeylaget i division 1. Indianerna är ortens kända speedwaylag och kör i elitserien i speedway.
Kumla GK golfbana ligger strax utanför tätorten vid de vattenfyllda stenbrotten nedanför Kvarntorpshögen. Banan är lätt kuperad och varierad park- och skogsbana runt sjö som passar golfare på alla nivåer.

## Sevärdheter
Strax utanför staden ligger Kvarntorpshögen, vilken bjuder på utsikt över närkeslätten. Där finns även en permanent konstutställning av skulpturer. Andra sevärdheter omkring Kumla är Bielkemässen i stadshuset, Vallerstakällaren, Sannahed, där Livregementets grenadjärer och Livregementets husarer exercerade, samt Skoindustrimuseet.

## Framstående personer från Kumla
Se även Personer från Kumla
- Pierre Bengtsson (född 1988), fotbollsspelare
- Marcus Ericsson (född 1990), racerförare (Vinnare av Indianapolis 500 år 2022)
- Fredrik Ekblom (född 1970), racerförare
- Mattias Jonson (född 1974), fotbollsspelare (svenska landslaget 1996–2006)
- Natalia Kazmierska (född 1979), Svensk journalist, krönikör och recensent.
- Lydia Lithell (1909–1957), organist, kompositör, sångförfattare till psalmer
- Håkan Nesser (född 1950), författare som låtit flera av sina romaner utspela sig i Kumlatrakten
- Jonas L:son Samzelius (1886–1967), bibliotekarie och historiker
- Peter Stormare (född 1953), skådespelare
- Sven Wingquist (1876–1953), maskiningenjör, uppfinnare och industrialist. Grundare av SKF